# 長野県道399号長野豊野線
長野県道399号長野豊野線（ながのけんどう399ごう ながのとよのせん）は、長野県長野市中心部から同市豊野町に至る路線。

## 概要

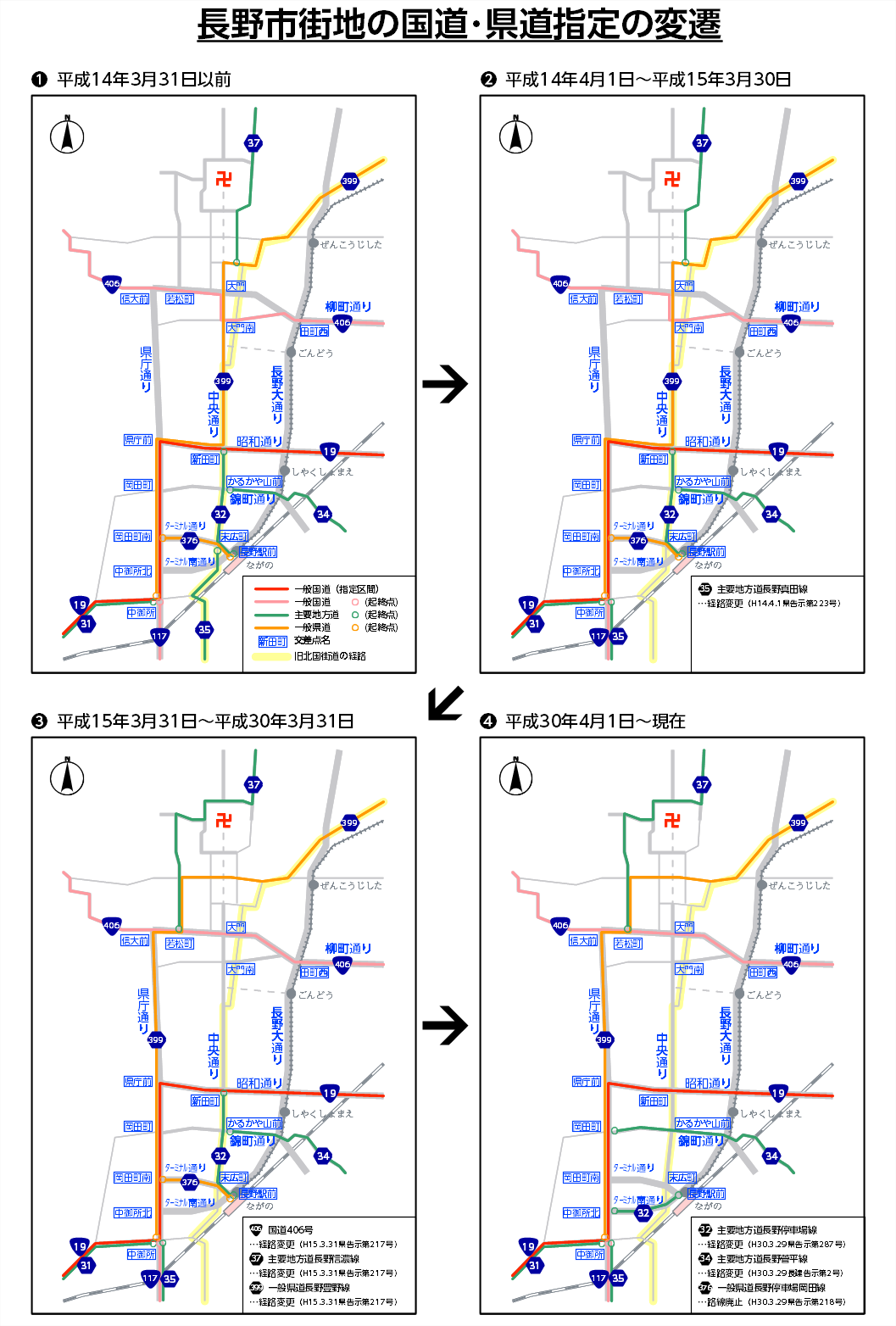
起点付近の経路の変遷

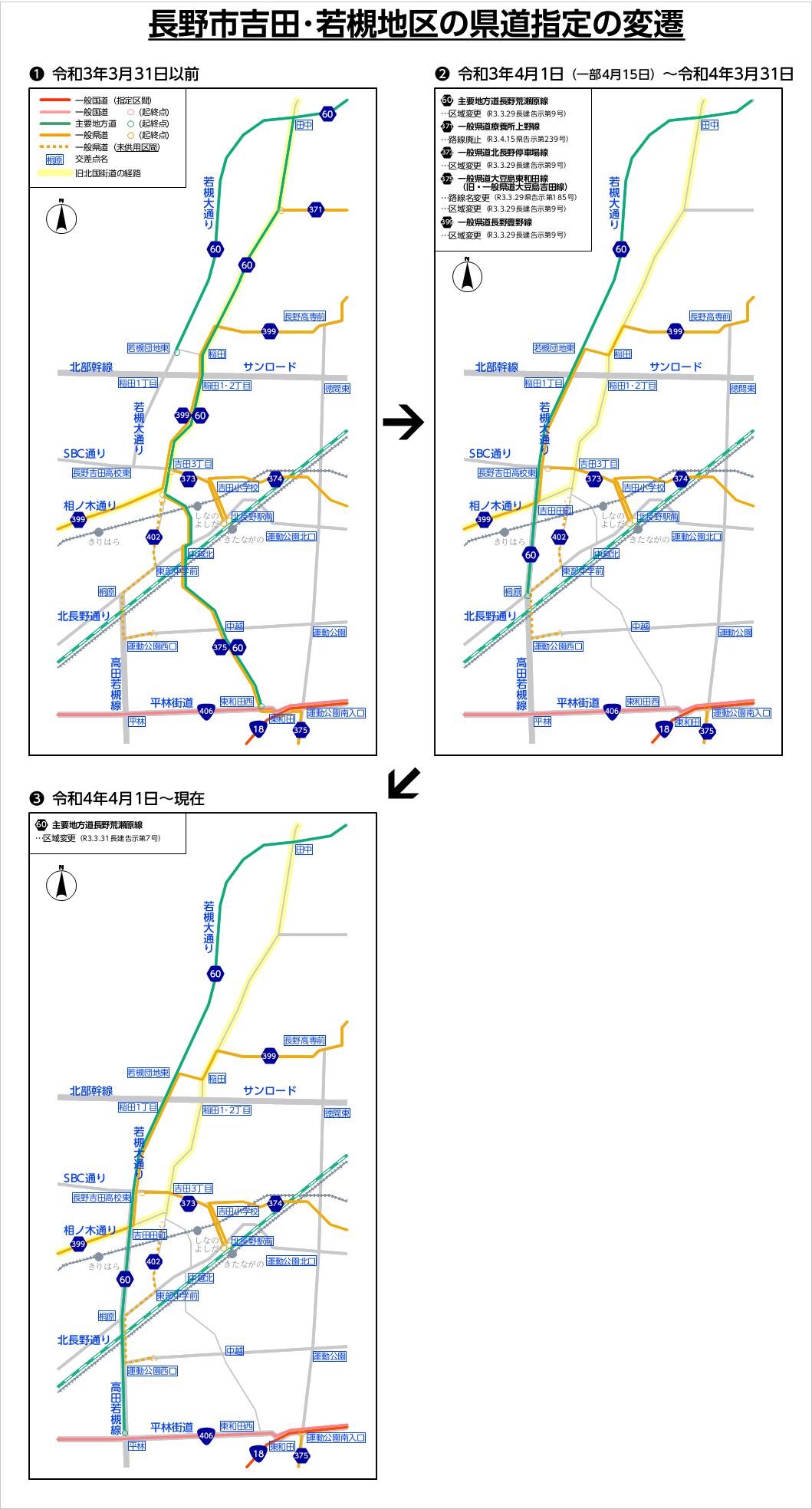
吉田・若槻地区の経路の変遷

長野市街地南西の中御所交差点（国道19号・国道117号交点）を起点とし、長野県庁前、善光寺仁王門前を経由した後、長野電鉄長野線、しなの鉄道北しなの線沿いを北東に通過し、長野市豊野町の浅野交差点（国道18号・国道117号交点）に至る。旧長野市域の区間（善光寺〜徳間）は、国道18号長野バイパスが完成する以前の、国道18号・国道117号の旧道に当たる。すなわち旧北国街道である。
国道18号の旧道ということで、長野市街地においてはもともと新田町交差点から善光寺交差点までの中央通りが県道指定されていたが、歩行者優先化事業を見据えて中央通りを長野市に移管するため、現在は県庁通りに区域が変更されている。また、吉田地区においてももともと旧北国街道が県道指定されていたが、都市計画道路高田若槻線開通に伴う長野県道60号長野荒瀬原線の区域変更にあわせ、同路線に重複する本路線も若槻大通りに区域が変更されている。

### 路線データ
- 起点：長野市中御所町四丁目（中御所交差点＝国道19号・国道117号交点）
- 終点：長野市豊野町浅野（浅野交差点＝国道18号・国道117号交点）
- 実延長：14.7km

## 沿革
- 1968年（昭和43年）6月17日 - 長野豊野線が認定される[1]。
- 2002年（平成14年）9月6日 - 豊野町内で石バイパス供用開始[2]。
- 2003年（平成15年）3月31日 - 県庁前交差点 - 伊勢町間の区域を変更[3]。
  - 旧： 県庁前交差点 - （昭和通り） - 新田町交差点 - （中央通り） - 善光寺交差点 - 岩石町 - 伊勢町
  - 新： 県庁前交差点 - （県庁通り） - 信大前交差点 - （国道406号重複） - 若松町交差点 - （西高通り） - 桜枝町交差点 - （仁王門通り） - 伊勢町
- 2011年（平成23年）2月14日 - 区域の変更。石バイパスに対する現道が県道の区域から外れる[4]。
- 2021年（令和3年）4月1日 - 吉田田町交差点 - 稲田交差点間の区域を変更[5]。
  - 旧： 吉田田町交差点 - （相ノ木通り） - 吉田3丁目交差点 - （旧北国街道） - 稲田交差点
  - 新： 吉田田町交差点 - （高田若槻線・若槻大通り） - 若槻団地東交差点 - 稲田交差点

## 別名
- 県庁通り（県庁前交差点 - 信大前交差点）
- 桜枝町通り・桜小路（桜枝町交差点 - 西之門町付近）
- 仁王門通り（西之門町付近 - 東之門町交差点）
- 善光寺東参道（東之門町交差点 - 新町付近）
- 北国街道（伊勢町付近 - 吉田田町交差点）
- 相ノ木通り（三輪七・八丁目交差点 - 吉田田町交差点）
- 若槻大通り（長野吉田高校東交差点 - 若槻団地東交差点）

## バイパス
長野市徳間・三才から豊野町までの間の集落を迂回するバイパスの計画・建設が進められている。
- 石バイパス（長野市豊野町石 - 豊野町豊野西町）
  - 全長：750.0m（うち現道拡幅350.0m）
  - 幅員：14.0m（うち車道6.0m）

石交差点・三念沢間の現道拡幅と、三念沢・美濃和田団地付近間の旧道の南に並行するバイパスから成る。バイパス区間は2002年度（平成14年度）供用。北側（豊野西小学校方面）へ大きく蛇行し、また狭隘であった区間が解消された。

このほか、都市計画道路として長野高専付近・三才駅付近間のバイパスの建設が進められているほか、三才駅付近・石交差点付近間について三才南郷バイパスが構想されている。

## 重複区間
- 国道19号（中御所交差点 - 県庁前交差点）
- 国道406号（信大教育学部前交差点 - 若松町交差点）
- 長野県道37号長野信濃線（若松町交差点 - 桜枝町交差点）
- 長野県道60号長野荒瀬原線（吉田田町交差点 - 若槻団地東交差点）
- 長野県道368号村山豊野停車場線（豊野駅付近）

## 交差・接続する道路
※すべて長野市内
※起点付近の重複区間内で交差する道路については県庁通り (長野県)を参照
↑ 国道19号（県庁通り）
- 県庁前交差点（南県町）
  - 国道19号（昭和通り）
- 信大教育学部前交差点（西長野町） - 若松町交差点（若松町）
  - 国道406号（鬼無里街道）
- 若松町交差点（若松町） - 桜枝町交差点（桜枝町）
  - 長野県道37号長野信濃線（西高通り）
- 善光寺仁王門（元善町）
  - 市道（信州善光寺仲見世通り）
- 三輪七・八丁目交差点（三輪七・八丁目境）
  - 市道（長野大通り線）
- 吉田田町交差点（吉田一丁目）
  - 長野県道60号長野荒瀬原線（高田若槻線） - ※ここから重複区間
- 長野吉田高校東交差点（吉田一・二丁目境）
  - 市道・長野県道373号北長野停車場線（SBC通り）
- 稲田1丁目交差点（稲田一丁目）
  - 市道（北部幹線サンロード）
- 若槻団地東交差点（稲田一丁目・徳間一丁目境）
  - 長野県道60号長野荒瀬原線（若槻大通り） - ※ここまで重複区間
- 稲田交差点（稲田一・二丁目境）
  - 市道（旧北国街道
- 長野高専前交差点（徳間）
  - 市道（東豊線）
- 三才交差点（三才）
  - 長野県道372号三才大豆島中御所線
- （豊野跨線橋北詰の交差点） - （豊野跨線橋南詰の交差点）
  - 長野県道368号村山豊野停車場線
- 東町交差点（豊野町豊野）
  - 長野県道66号豊野南志賀公園線
- （豊野町浅野付近）
  - 長野県道367号信濃浅野停車場線
- 浅野交差点（豊野町浅野＝終点）
  - 国道18号（アップルライン）

↓ 国道117号（飯山街道）

## 沿道
- 長野県庁
- 信州大学教育学部
- 善光寺
- 善光寺下駅 - 長野電鉄長野線
- 長野県立大学三輪キャンパス
  - 長野県短期大学
- 本郷駅 - 長野電鉄長野線
- 長野女子短期大学
- 桐原駅 - 長野電鉄長野線
- 長野県長野吉田高等学校
- 長野工業高等専門学校
- 長野市立長野高等学校
- 三才駅 - しなの鉄道北しなの線
- 豊野温泉りんごの湯
- 豊野駅 - しなの鉄道北しなの線・JR飯山線
- 長野市役所 豊野支所
- 信濃浅野駅 - JR飯山線